# ریچارد پیرس (کارگردان)
ریچارد پیرس (انگلیسی: Richard Pearce؛ زادهٔ ۲۵ ژانویهٔ ۱۹۴۳) کارگردان اهل ایالات متحده آمریکا است. وی بین سال‌های ۱۹۷۰ تا ۲۰۰۶ میلادی فعالیت می‌کرد. ریچارد پیرس در سال ۱۹۸۰ برای فیلم سرزمین مرکزی به کارگردانی او در سی‌امین جشنواره بین‌المللی فیلم برلین برنده جایزه خرس طلایی شد.